# بيتر توماس (قسيس)
بيتر توماس (بالفرنسية: Pierre Thomas)‏ هو قسيس فرنسي، ولد في 1305 في Périgord ‏ في فرنسا، وتوفي في 6 يناير 1366 في فاماغوستا في قبرص.